# Wapen van Nijlen
Het wapen van Nijlen werd voor het eerst op 8 oktober 1819 per besluit van de Hoge Raad van Adel bevestigd aan de Antwerpse gemeente Nijlen. Er werd nog een keer een gewijzigd wapen toegekend (1952), en ook nog drie gewijzigde blazoeneringen.

## Blazoeneringen
De eerste blazoenering luidt als volgt:
Gevierendeeld, het 1 en 4 van lazuur, beladen met een klimmende leeuw van goud, het 2 en 3 van goud, beladen met een klimmende leeuw van lazuur.
- Het wapen bestaat uit vier kwartieren.
- Het eerste wapen is thans uitgevoerd in de Nederlandse rijkskleuren.

tweede blazoenering
Vier vakken van hemelsblaeuw en geel koleur met vier leeuwen den eenen in den anderen. De leeuwen van hemelsblaeuw met eenen gaffelsteert.
derde blazoenering/tweede wapen
Gevierendeeld: 1 en 4 van sabel, met leeuw van goud, genageld en getongd van keel; 2 en 3 van zilver met van keel de staart gespleten, geknobbeld en kruisgewijze opgesteld, genageld, getongd en gekroond van goud.
- De kleuren zijn veranderd in geel, rood, zwart en zilver. En voor de rest hebben de leeuwen een kroon gekregen.

vierde blazoenering
Gevierendeeld 1. en 4. in sabel een leeuw van goud, geklauwd en getongd van keel 2. en 3. in zilver een leeuw van keel, de staart gespleten en schuingekruist, geklauwd, getongd en gekroond van goud.

## Geschiedenis
Het huidige wapen stamt af van de hertogen van Brabant die ook in hun wapen vier leeuwen voerden, de plaats lag in die tijd in Hertogdom Brabant.
Rond 1820 verleende de Hoge Raad van Adel de eerste wapens aan gemeenten in het zuidelijke deel van het Verenigd Koninkrijk der Nederlanden zo ook aan Nijlen, omdat het bestuur van Nijlen geen voorkeur van kleur had werd het wapen uitgevoerd in de Rijkskleuren.
Na de Belgische Revolutie werd het wapen ongewijzigd bevestigd. In 1952 werd het wapen in zijn historische kleuren sabel en zilver met leeuwen van respectievelijk goud en keel herstelde, en in 1985 herbevestigd.